# Ducula goliath
Ducula goliath là một loài chim trong họ Columbidae.